# Euphrosine Beernaert

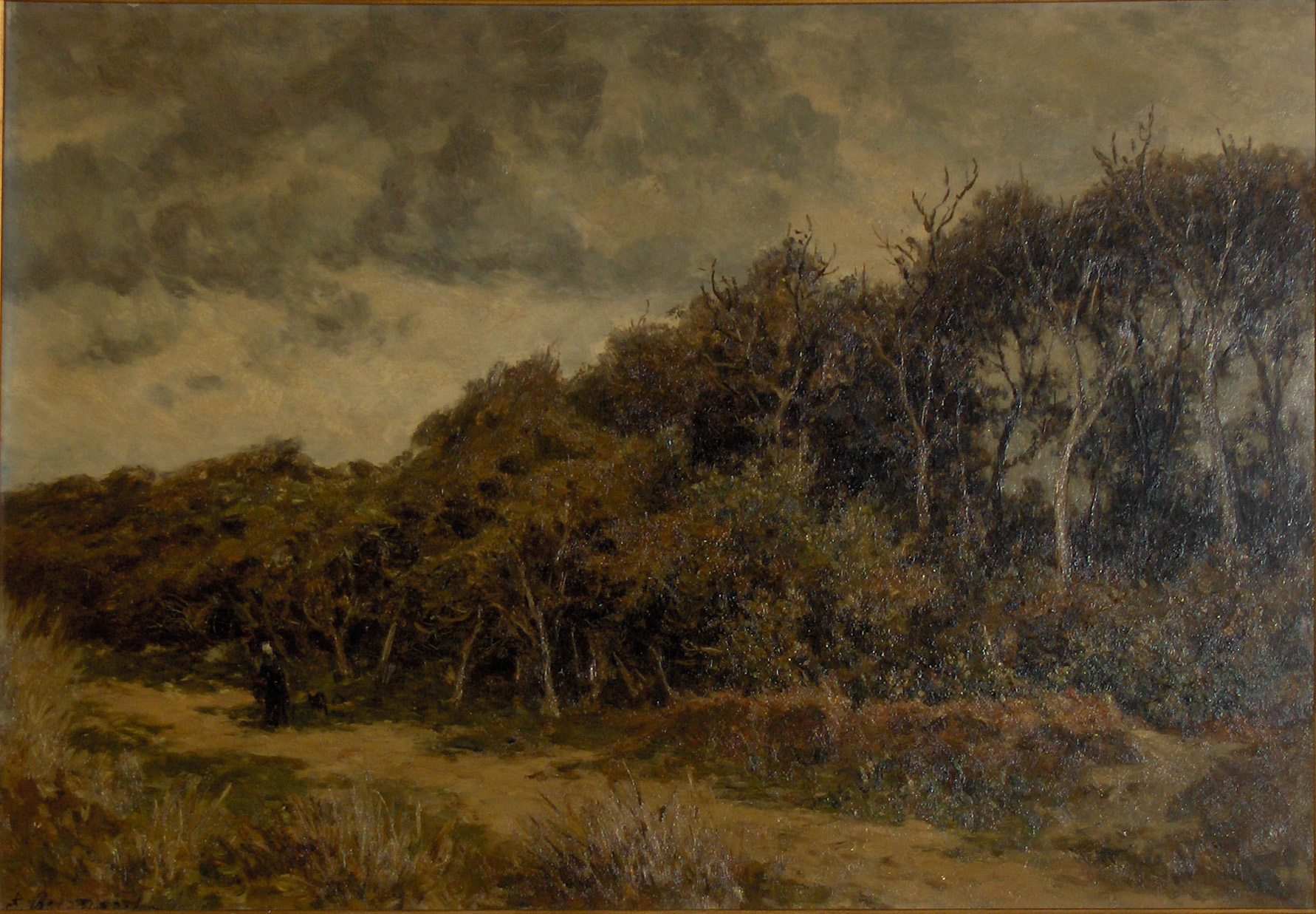
Bosgezicht met wandelaarster

Euphrosine-Joséphine Beernaert (Oostende, 11 april 1831 - Elsene, 7 juli 1901) was een Belgische landschapsschilderes uit de negentiende eeuw.

## Korte biografie
Zij was de dochter van Bernard Beernaert (Evergem, 1795 - Brussel, 1862), ambtenaar bij de Dienst Registratie en Domeinen, en van Euphrosine-Josèphe Royon (Oostende, 1809 - Elsene, 1888). Zij was de zus van Auguste Beernaert, eerste minister en winnaar van de Nobelprijs voor de Vrede (Oostende, 1829 – Luzern,1912). Zij bleef ongehuwd.
Van moederszijde was ze nauw verwant met drie schildersfamilies: Hamman, Royon en Van Cuyck. Haar moeder behoorde tot de meest aanzienlijke families van Oostende. Zij was de kleindochter van Thomas Hamman (1751-1826), korte tijd burgemeester van Oostende gedurende de Franse bezetting.
De familie Beernaert was van Evergemse origine. Haar grootvader Pierre-Augustin Beernaert (gestorven voor 1828) was er gemeentesecretaris in de Franse tijd. Zijn zoon Eugène Beernaert werd notaris en was ook dichter. Hij is de auteur van onder andere de bundel "Verlaten Veldbloemen". De andere zoon, Bernard Beernaert, maakte carrière in de ambtenarij. In Oostende was hij lid van de Cercle Littéraire.
Euphrosine Beernaert werd geboren in het ouderlijk huis aan de Albertusstraat te Oostende (na haar dood werd deze straat omgedoopt tot de Euphrosine Beernaertstraat). Ze keerde later nog regelmatig terug naar Oostende. De stad en de omgeving inspireerden haar tot verschillende doeken. De vele promoties die haar vader maakte als verificateur in de Directie voor Registratie en Domeinen brachten het gezin achtereenvolgens in Dinant (1837), Namen (1839), Leuven (1847) en uiteindelijk Brussel (1849).

## Opleiding
Euphrosine Beernaert werd in het Frans opgevoed door haar ouders in een diep christelijke sfeer. Het tekenen en schilderen behoorde tot de essentie van de opvoeding tot een burgerjuffrouw. Deze lessen werden gegeven door haar moeder, die ook een merkwaardig tekentalent had.
Euphrosine Beernaert voelde zich al van jongs af aangetrokken tot het tekenen en schilderen van landschappen. De Maasvallei en de omgeving hadden een diepe invloed op haar en deden haar liefde tot de natuur groeien. Te Namen kreeg ze als kind enkele private schilderlessen en raadgevingen van de landschapsschilder Ferdinand Marinus (1808-1890), directeur van de plaatselijke academie. Maar zelf heeft ze, naar eigen zeggen in een brief uit 1879, er later weinig belang aan gehecht. Toch kan men een zekere invloed van Marinus terugvinden in haar vroege werken: romantische thema’s (zonsopgangen, avondstemmingen, onweersluchten) en schildertechniek (glad verfoppervlak met effectvolle kleurcombinaties).
Op zestienjarige leeftijd verhuisde zij naar Leuven. In die periode kopieerde ze voornamelijk reproducties van de landschapsschilders Wilhelm von Kobell en Jan Wynants. Toen reeds begon ze door haar iets bredere borsteltrek reeds af te wijken van de techniek van Marinus.
In 1849 werd haar vader bevorderd tot inspecteur-generaal te Brussel. In deze stad, waar de kunstenaarsscene bloeide, kreeg Euphrosine Beernaert verdere adviezen van kunstenaars zoals de landschapsschilder en etser Théodore Fourmois (1814-1871), Pierre-Louis Kuhnen (1812-1877) (een schilder gespecialiseerd in het romantisch landschap, van wie later ook Anna Boch een leerling was) en de realistische landschapschilder Edmond De Schampheleer (1824-1899). Kuhnen beschouwde Euphrosine Beernaert als een van zijn beste leerlingen. Maar het zou de Schampheleer, een wegbereider van de "School van Tervuren" zijn, die daadwerkelijk een invloed had op haar. Door hem kwam ze ook in contact met de stijl van de School van Barbizon. Van enige lijn of regelmaat in hun onderricht was er echter nooit sprake, tenzij adviezen hoe ze haar techniek nog kon verbeteren. Maar haar eigen stijl bleef ze behouden. In die tijd leed ze aan een hardnekkige oogontsteking. Vanaf 1862 werd ze ook geadviseerd door de dierenschilder Louis Robbe (1806-1887).

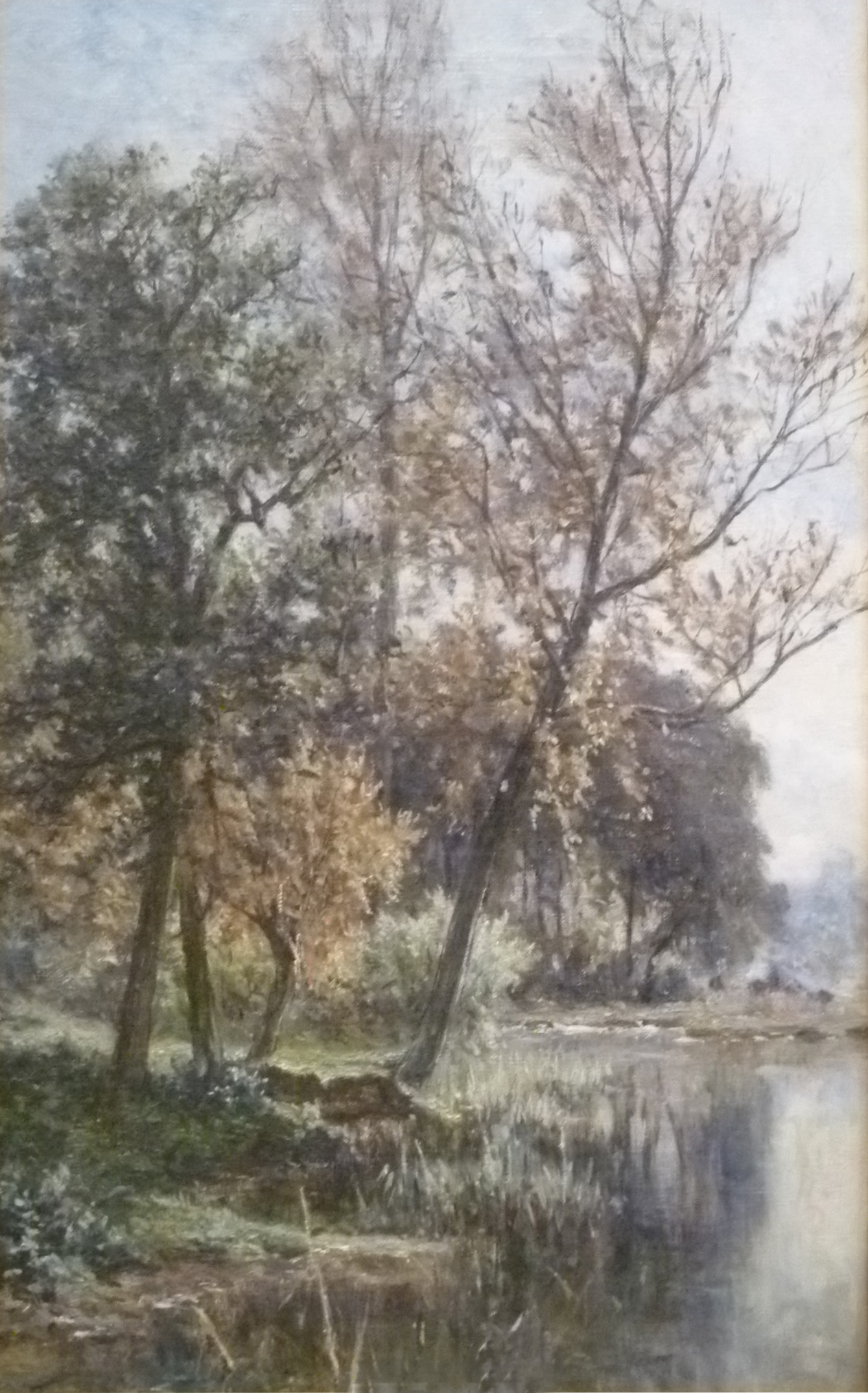
Parkgezicht

## Debuut
Euphrosine Beernaert deed een schuchter debuut in 1848 in het driejaarlijkse Salon van Brussel. In het volgende Salon van 1851 werd ze door de kritiek gunstig onthaald met twee burgerlijk-romantische landschappen: een "Herinnering aan de Maas; zonsondergang" en een "Berglandschap met naderend onweer", twee romantische landschappen. Beide schilderijen tonen nog de invloed van Ferdinand Marinus.
Uit die tijd dateert ook een vroeg werk, de potloodtekening "Wagen getrokken door twee ossen" (1853, privéverzameling, Brugge).

## Studiereizen
In de jaren 1853-1859 ondernam Beernaert enkele studiereizen, dikwijls in gezelschap van haar broer Auguste Beernaert, naar Frankrijk, Italië en Duitsland. Deze hadden blijkbaar geen impact op haar kunst, tenzij op één enkel werkje: "Herinnering aan Ziegelhausen" (1854). Beernaerts motievenkeuze bleef beperkt tot de Kempen, de Ardennen, Gelderland, Holland en de Noordzeekusten - streken waar ze regelmatig kwam.

## Doorbraak
Tot 1860 had ze het schilderen eerder beschouwd als een tijdverdrijf.
Haar regelmatige deelnames aan de Driejaarlijkse Salons afwisselend te Antwerpen, Brussel en Gent, en aan de talloze tentoonstellingen in de provinciesteden (Brugge, Kortrijk, Leuven, Luik, Mechelen, Bergen, Namen, Oostende, Verviers, Veurne …) en in het buitenland leverde haar hele leven lang een stroom vrijwel unaniem positieve kritieken op, maar nu en dan ook een waarschuwing om het traditioneel-romantische pad niet te verlaten voor modernere tendensen.
Haar "Omgeving van Postel" en "Vieilleville" (1860, Salon van Brussel) betekenden het begin van haar professionele loopbaan. Ze werden bestempeld als haar eerste ernstige werkstukken. Ook haar "Dijle & Weide te Evergem" (Salon van Antwerpen, 1861) was een successtuk.
Naar eigen zeggen begon Beernaert pas ca. 1862 ernst te maken van haar carrière als gespecialiseerde landschapsschilder. In die tijd verliet ze haar vroegere stijl die nog een aantal romantische invloeden vertoonde: zoeterig, geflatteerd coloriet, geweldige lichtdonkere contrasten, thema’s als onweer, zonsopgang en avondstemming … Onder invloed van haar vriend, de dierenschilder Louis Robbe, kwam ze in enkele jaren tijd tot een zeer mannelijk realisme in haar landschapskunst. Door zijn toedoen begon Euphrosine Beernaert te werken in de vrije natuur om landschappen en dieren op een realistische wijze weer te geven. De sfeerschepping, eigen aan haar werken, zoals het weergeven van melancholische eenzaamheid in bos, heide of duinen, veelal in de herfst of onder bewolkte hemels, was dan de romantiserende inbreng in haar overigens realistische kunst. Vandaar dat Beernaerts rijpe stijl het best als "romantisch realisme" bestempeld kan worden. Via Robbe kwam ze ook in contact met eigentijdse schilders zoals Constant Woutermaertens (1823-1867) en Edouard Woutermaertens (1819-1897), Alfred Verwee (1838-1895), Charles Tschaggeny (1815-1894), Edmond Tschaggeny (1818-1873), Henri de Pratere (1815-1890) en Edmond de Pratere (1826-1888).
Van 1864 af tot in de jaren negentig, exposeerde Beernaert geregeld en met succes in zowat alle voorname internationale salons. Ze sleepte er tal van onderscheidingen in de wacht. Ze kreeg haar eerste officiële onderscheiding in 1867 toen ze een zilveren medaille kreeg in Le Havre (Frankrijk).
Toen in 1868 in Brussel de Société Libre des Beaux-Arts door een aantal schilders, waaronder haar vriend Camille Van Camp (1834-1891), werd opgericht, sloot ze zich hierbij niet aan. Nochtans waren de doelstellingen ervan nauw verwant met haar eigen schilderkunst.
Vanaf de jaren 1870 schilderde ze regelmatig in de Kempen, onder andere in Genk, waardoor haar naam, samen met vele andere landschapsschilders uit deze periode ook verbonden is aan de zogenaamde Genkse School.
In 1872 behaalde ze een bronzen medaille in Lyon. Dit wijst erop dat haar kunst ook meer en meer in het buitenland waardering kreeg.
Het buitengewone succes dat Beernaert al die jaren te beurt viel, moet grotendeels verklaard worden vanuit de positie van haar broer als minister van Landbouw, Openbare Werken en Schone Kunsten, later zelfs als eerste minister. Men heeft steeds beweerd dat Euphrosine Beernaert achter de schermen een grote rol speelde bij het toewijzen van staatsopdrachten aan beeldende kunstenaars. Vandaar dat haar persoon en werk doorgaans in ere werden gehouden door belanghebbende kringen. Wat echter niét wil zeggen dat haar kunst van inferieure kwaliteit was: haar landschappen waren vergelijkbaar met die van die vele andere landschapsschilders die België toen kende: Alphonse Asselbergs (1839-1916), Théodore Baron (1840-1899), Joseph-Théodore Coosemans (1828-1904), Alfred Courtens (1854-1943), François Lamorinière (1828-1911), Joseph Quinaux (1822-1895), François Roffiaen (1820-1898) en Rodolphe Wytsman (1860-1927) …
Omstreeks 1872 was Beernaert op reis in Spanje, maar schilderijen met Spaanse gezichten zijn blijkbaar niet aan te wijzen. Ze sprak wel enthousiast over deze reis met haar vriend, de schilder Camille Van Camp.
In 1873 werd haar schilderij "Eikenbos" bekroond met de gouden medaille op de Wereldtentoonstelling in Wenen. In hetzelfde jaar kreeg ze ook een eervolle vermelding in Amiens.

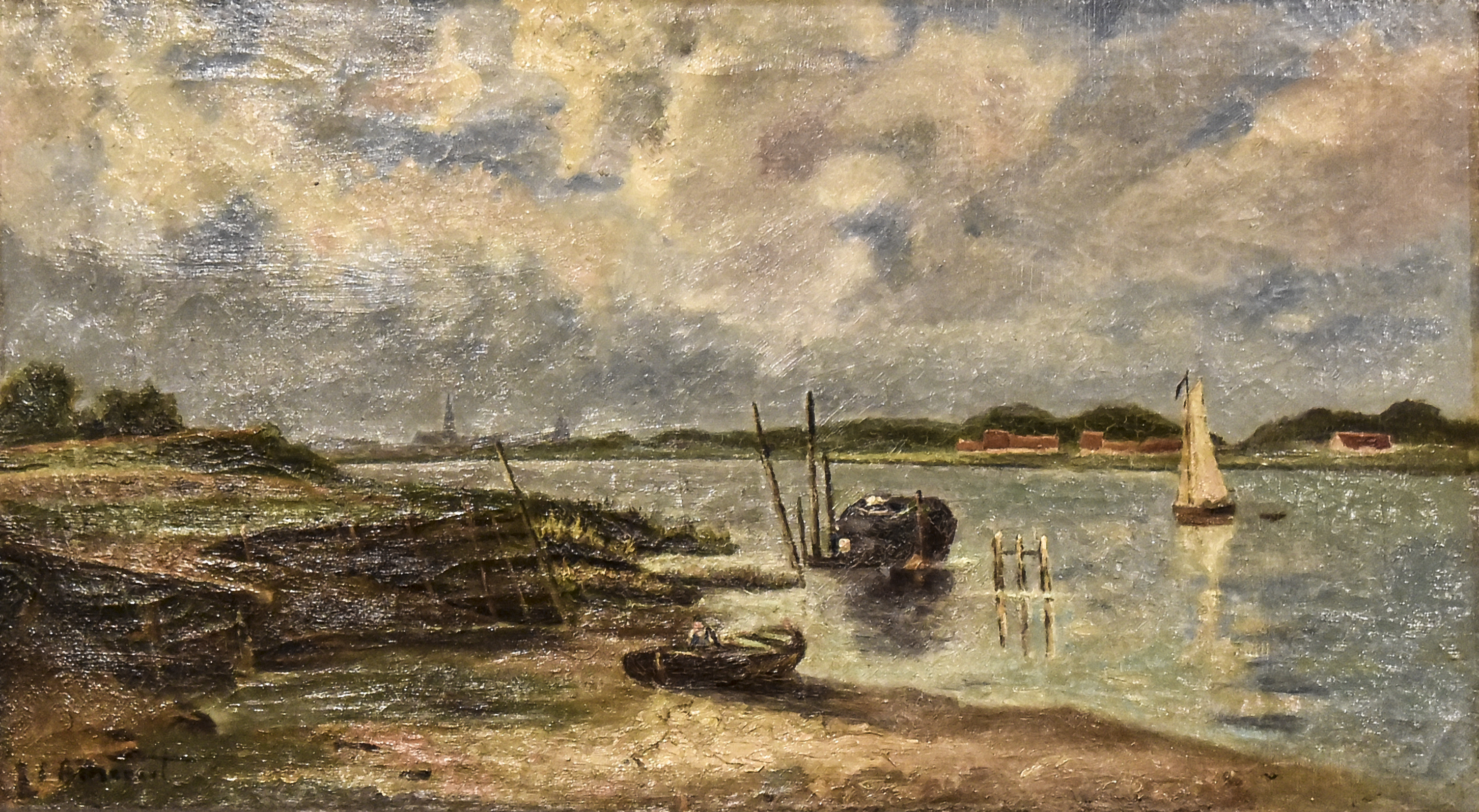
Gezicht op de Schelde

Van 1873 af werkte Beernaert veel aan de Scheldeoevers nabij Antwerpen. Dan logeerde ze te Hoboken in het Gravenhof, het landgoed van haar neef en nicht Emile en Louise de Harven-Van den Abeele. Daar ontmoette Beernaert geregeld andere kunstenaars die uitgenodigd waren bij de kunstminnende de Harven: Théodore Baron (1840-1899), Emile Claus (1849-1924), Edgard Farazyn (1858-1938), François Lamorinière (1828-1911), Charles Tschaggeny, Camille van Camp en Charles Verlat (1824-1899) … Van Hoboken uit gingen ze olieverfstudies maken langs de Schelde (Burcht, Temse, verder tot Hingene). Allen zagen ze mekaar ook terug op Walcheren, nabij Domburg, waar het gezin Harven een tweede landgoed bezat. De vele Walcherengezichten van genoemde landschapsschilders zijn in feite onrechtstreeks aan de gastvrijheid van de Harvens te danken.

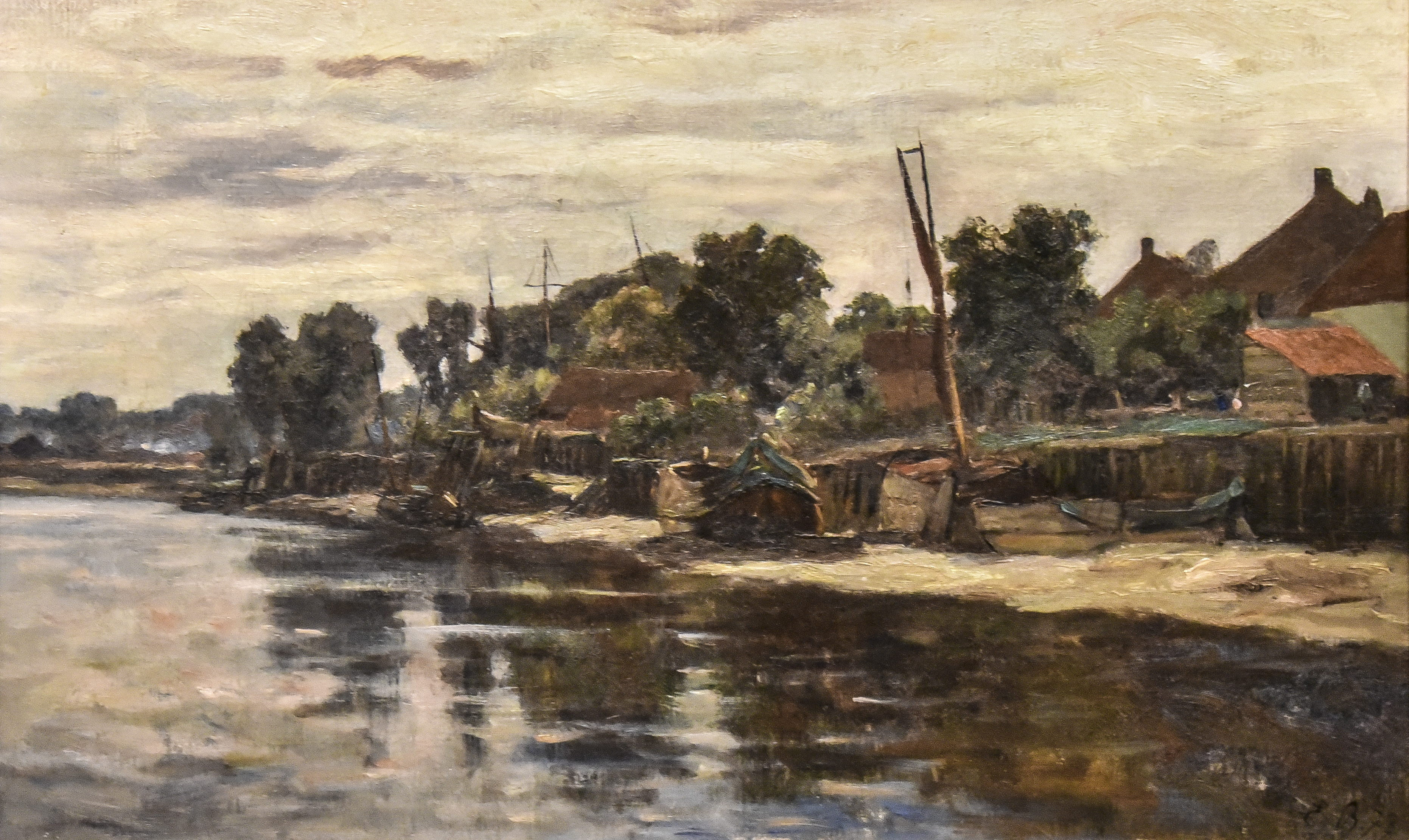
De Schelde in Burcht

Eind 1874 kwam de jonge schilderes Anna Boch (1848-1933) als leerlinge in het atelier van Beernaert, na enige onenigheid met haar vorige leermeester P.L. Kuhnen. Ook met Beernaert was de verstandhouding niet opperbest: Kuhnen en Beernaert waren te zeer mensen van traditie om het (in hun ogen) te verregaande modernisme van Anna Boch te begrijpen. In 1876 verliet Boch dan ook Beernaert om bij Isidore Verheyden (1846-1905) verder te studeren.
In 1876 werden haar Hollandse en Walcherse landschappen geëxposeerd op het driejaarlijks Salon van Brussel. Ze werd bij de opening hiervan voorgesteld aan koning Leopold II en bovendien nog enkele dagen later ontvangen op het koninklijk paleis. Ze kreeg ook voor haar inzendingen op het Salon de gouden eremedaille. Ze werd vernoemd, samen met Marie Collart-Henrotin (1842-1911), als de twee voornaamste vrouwelijke schilders die het land telde. In 1876 kreeg ze een gouden medaille voor haar inzending op de tentoonstelling in Philadelphia (VS).
In 1876-1877 ondernam Beernaert een reis naar Noorwegen. Ze bezocht onder andere de Noordkaap en onderweg ook Tromsö en bracht vandaar een aantal studies mee die ze later gebruikte voor enkele grootse atelierstukken. Een grote eer viel de schilderes in 1877 te beurt toen koningin Maria-Hendrika bij haar een "Scheldeoevers te Temse" aankocht.
Beernaert en haar moeder betrokken in 1878 een eigen villa, Braambosstraat 20 te Elsene. Centrum van het hele huis was het pronkerig ingericht atelier met aanpalende plantenserres, waar ze palmbomen en zuiderse planten kweekte. Haar eetkamer decoreerde Beernaert in 1878-1879 met een ensemble landschappen, olieverf op doek die op maat van de beschikbare wanden gemaakt werden, onder anderen door Bruno van Hollebeke en de ets "De abdijruïne te Villers-la-Ville" door Maria von Hohenzollern, de gravin van Vlaanderen. In 1879 zou Beernaert nog zo'n suite schilderen voor de "Villa Verbist", het huis van een nicht op de zeedijk te Oostende. In 1883 voltooide ze opnieuw een dergelijk ensemble voor het hotel van Auguste Beernaert, Aarlenstraat 11 te Brussel (zijn officiële verblijfplaats).
In de periode dat haar huis werd ingericht stonden haar inzendingen naar tentoonstellingen op een laag pitje. Toch kreeg ze een medaille in Teplitz (Tsjechië) en een bronzen medaille in Melbourne en Sydney (Australië).
Ze werd in mei 1881 onderscheiden met de titel van Ridder in de Leopoldsorde voor haar verdienste als kunstenares. Ze was hiervoor reeds in 1876 in aanmerking genomen, ter gelegenheid van het Antwerpse Salon, maar er was toen te veel tegenkanting geweest om een dergelijke eer te beurt te laten vallen aan een kunstenares. In hetzelfde jaar maakte de schilder en beeldhouwer Charles Brunin (1841-1887) een portretbuste van haar.
Van een reis naar Zwitserland (Wallis) in 1882 bracht Beernaert enkele studies mee die ze gemaakt had in de streek rond Saxon, die ze thuis in enkele grote atelierstukken omzette: "Moeras te Saxon", "Molen te Saxon", "Oevers van de Rhône".

In de duinen te Domburg

Hoewel ze zich steeds afzijdig had gehouden van lidmaatschap aan artistieke verenigingen, werd ze in augustus 1883 toch lid van de Cercle des Aquarellistes et des Aquafortistes te Brussel, een behoudsgezinde kring met traditioneel werkende realisten, waarvan de meeste leden nu in de vergetelheid zijn geraakt.
Zij werd in augustus 1885 aangenomen als lid van het Academisch Corps van de Koninklijke Academie voor Schone Kunsten van Antwerpen, die toen Nicaise De Keyser als voorzitter had.
Beernaerts villa was een ware ontmoetingsplaats voor tal van (meestal academisch ingestelde) artiesten. Net als Anna Boch, organiseerde ze er ook regelmatig muziekavonden voor haar selecte vriendenkring. Zo kwam Joseph Mertens (1834-1901) er op de avond van 7 april 1884 een selectie uit zijn opera Le Capitaine Noir (De Zwarte Kapitein) (gezongen door Heuschling) en verder eigen liederen en kamermuziek voorstellen (gespeeld door Amanda Schnitzler)
In 1887 dook een nieuwe landstreek op in haar landschappen: de omgeving van Schilde, toen nog een stil oord in de Antwerpse Kempen. Ze voltooide in dat jaar ten minste drie grote Schildegezichten onder andere "Herfstavond te Schilde" en "Moeras te Schilde". Nog steeds in 1887 kocht Leopold II, naar aanleiding van een expositie in Brugge, een "Scheldeoevers te Hoboken" van de schilderes.
Een verblijf te Saint-Hélier op Jersey (1888) lag eens te meer aan de oorsprong van enkele verrukkelijke doeken: "Oude eiken op Jersey" (Brugge, Groeningemuseum), "Strand te Saint-Hélier".
Ze werd in juni 1888 benoemd door de Franse regering tot Officier de l’Instruction Publique. In augustus van hetzelfde jaar overleed haar moeder, met wie ze steeds had samengewoond. Nog in hetzelfde jaar kreeg ze gouden medaille voor haar inzendingen naar de Wereldtentoonstelling in Barcelona. Dit was het laatste eremetaal dat ze nog in ontvangst mocht nemen.
Koningin Maria-Hendrika kocht van haar in 1890 het schilderij "De Schelde te Bornem".
Haar onbetwiste meesterwerk "Toegangspoort van het klooster te Schilde" kwam pas in 1890 tot stand. Dit schilderij was waarlijk een hoogtepunt in de Belgische 19de-eeuwse landschapsschilderkunst: een gedurfde compositie met centraal een robuuste boom, links een gezicht op weiland en bos, rechts een met waterplanten overdekte watering, waarachter de kloosterpoort. Een virtuoze techniek ging gepaard met geslaagde sfeerschepping. Dit eersterangswerk kwam helaas te laat: zelfs het impressionisme was toen reeds over zijn hoogtepunt. Het doek, door de KMSK van Brussel uitgeleend aan het museum te Oostende, verdween samen met vele andere schilderijen van Beernaert, toen het stadhuis in mei 1940 afbrandde ten gevolge van het bombardement.

## Huldebanket
Toen Euphrosine Beernaert in januari 1892 gepromoveerd werd tot Officier in de Leopoldsorde, was zij de eerste kunstenares aan wie dergelijke hoge onderscheiding werd toegekend. Er werd haar door de Belgische kunstenaars een groots huldebanket aangeboden, waarbij niet minder dan 146 illustere en minder bekende schilders, beeldhouwers en architecten aanzaten. Dit ontlokte een zekere kritiek in L'Art Moderne door Louis Delmer, die liet uitschijnen dat ze gehuldigd werd omdat ze de zuster was van de minister Auguste Beernaert.

## Aankoop van de Memling-schilderijen
In 1895 speelde Beernaert een kapitale rol als bemiddelaarster tussen de kunstkenner Léon Gauchez en de Belgische staat betreffende de transactie van drie Memlingpanelen: "Christus met zingende en musicerende engelen". Er bestond hierover heel wat discussie, omdat in die tijd de kunst der Vlaamse Primitieven nog niet dezelfde waardering genoot als heden ten dage. Na heel wat perikelen werden die schilderijen door Beernaerts bemiddeling aangekocht voor het KMSK te Antwerpen. Beernaert nam een aanzienlijk gedeelte van de hoge aankoopsom voor haar rekening.
In 1895 werd Euphrosine Beernaert ernstig ziek. Ze leed aan een hartkwaal en een pijnlijke waterzucht. Toch bleef ze, zodra ze zich iets beter voelde, verder schilderen tot aan haar dood.
Een andere daad als mecenas stelde ze eind 1898 en begin 1899, toen ze een belangrijke schenking deed aan het Museum voor Schone Kunsten te Brussel: schilderijen van Sir Joshua Reynolds, John Astley, Sir Henry Raeburn, Denis Van Alsloot, Adriaen Van Utrecht, Jan Van Kessel en beeldhouwwerken van Augustin Pajou, Louis-Jean Vasse en Louis-Philippe Mouchy.

## Overlijden
De laatste jaren leefde ze meer in afzondering en nam ze niet meer actief deel aan het kunstleven. Ze nam nog wel deel aan het achtste Salon van de Brusselse Société des Beaux-Arts in 1901. Kort daarop ging het vlug bergafwaarts met haar gezondheid. Euphrosine Beernaert overleed, na enkele dagen doodsstrijd, op 7 juli 1901 na een jarenlange aanslepende hartkwaal. Tal van belangrijke personages kwamen haar stoffelijk overschot een laatste groet brengen: ministers, ministers van Staat, de vertegenwoordiger van de koning en een grote schare kunstenaars. Kardinaal Goossens droeg een speciale rouwmis op in haar gedachtenis. Haar begrafenis werd een grootse officiële ceremonie. Ze werd op het kerkhof van Bosvoorde begraven.
De Albertusstraat te Oostende, waar ze geboren was, werd tot Euphrosine Beernaertstraat omgedoopt.
Na haar dood schonk Auguste Beernaert tal van schilderijen uit haar nalatenschap aan de musea van Brugge (1903), Brussel (1901) en Oostende (1901).
Ook tijdens haar leven bemoeide Auguste zich steeds persoonlijk met de financiële aspecten van zijn zusters schilderijenverkoop. Hij stelde ook steeds alles in het werk om zijn zuster een ereplaats te bezorgen in het Belgische kunstleven; iets wat – gezien zijn positie – wel moest slagen. Vandaar dat Euphrosine Beernaert na de dood van haar broer Auguste zo vlug in de vergeethoek is geraakt. Beernaert was in haar tijd vertegenwoordigd in enkele der beste privé-verzamelingen van het land: Boch ("Aan de voet der duinen in Holland") – Brasseur (Oostende; "Bergengten van de Hoyoux") – Pol de Mont (Antwerpen) – Edmond de Pratere (Brussel; "Vijver bij morgenstond") – Ernest Gambart (Spa/Londen/Nice) - A. Jomouton (Namur) – Kon. Verzameling (Brussel), - Paul Leroi – Robert Osterrieth (Antwerpen; "Duinen nabij de Panne") – Marie Von Hohenzollern, Gravin van Vlaanderen ("Duinen te Domburg").

## Besluit
Euphrosine Beernaert had een zeer eigen, definieerbare schilderstijl, waarin vooral volgende zaken opvallen:
- telkens terugkerende zenuwachtig gepenseelde rietpartijen die het voorplan van vele schilderijen dynamisch beheersen;
- haar zeer plastische manier om stammen en loof weer te geven;
- het gevoel van eenzaamheid en verlatenheid; weinig of geen menselijke figuren;
- het poëtisch-melancholisch en weemoedig karakter van haar meeste schilderijen;
- het eigen coloriet: vóór 1862 nog tamelijk gevarieerd, nadien beperkt tot grijsbruin, grijsgroen: allemaal gedempte kleuren.

Men kan een zekere stilistische evolutie waarnemen in haar werk:
- Het vroege werk (tot ca. 1862): invloed van de romantiek (Ferdinand Marinus en vooral P.L. Kuhnen) en de Hollandse School (Jan Wijnants); bij de eerste werken is er een zeker gebrek aan vaardigheid in de uitvoering.
- Rond 1862: een kentering, onder invloed van Louis Robbe, en de vorming van een eigen stijl die verder weg evolueerde van de stijl van Marinus en Kuhnen; ze begint te werken in de natuur, maar zij zet dan deze olieverfschetsen om tot atelierstukken; duidelijk verschil in coloriet en de algemene opzet.
- Vanaf 1865 tot ca. 1890: het rijpe werk: decoratieve landschappen in een eigen, nerveuze stijl en met een zekere breedheid en nonchalance, met een helder, luchtig coloriet, subtiele schakeringen en getemperde kleurnuances. Typisch voor die periode zijn ook de rietpartijen op het voorplan.
- Vanaf ca. 1890 tot aan haar dood in 1901: een gesublimeerde, vergeestelijkte voortzetting in een zuiverder stijl, ontdaan van al het overbodige. Door haar ziekte moest ze weer overgaan op atelierstudies, maar deze baadden nu in een zilverachtig licht dat haar landschappen lichter maakte dan ooit tevoren.

Toch wordt Euphrosine Beernaert niet gerekend tot de kruim van de negentiende-eeuwse schilderkunst. Zij bleef de weergave van het realistisch landschap haar hele leven trouw. Zij evolueerde in de laatste decades van haar leven niet mee met de ingrijpende evoluties op het gebied van de schilderkunst. Deze nieuwe ontwikkelingen waren voor haar te modern om ze te kunnen aanvaarden en navolgen.
Zij was gedurende haar leven een gevierde kunstenares, maar na haar dood werd ze vlug vergeten. Haar naam verdween, zoals het met vele kunstenaars gebeurt, uit de hedendaagse boeken over de kunstgeschiedenis der negentiende eeuw. Haar werken belandden in de reserve van vele musea. In de laatste jaren kwam er opnieuw een belangstelling voor haar werken. De zeldzame keren dat een werk van haar op een veiling verscheen, werden er behoorlijke prijzen betaald. Het Museum voor Schone Kunsten van Oostende wijdde in 1990 een retrospectieve tentoonstelling aan haar werken.

## Musea
- Antwerpen, KMSK: "De heide te Oosterbeek" (1885), "Moeras in de Kempen" (ca. 1897), "De Sluisdeur" (ca. 1897) –
- Brugge, Groeningemuseum: "Weide aan een boszoom bij Domburg" (1880), "Oude eiken op Jersey" (ca. 1889), "Herfstavond. Moeras nabij bos" (ca. 1893) –
- Brussel, KMSK van België: "Boszoom te Oostkapelle" (1878), "Vijver te Hingene" (1886) – Dendermonde, Stadhuis: "Te Westkapelle" (1882) –
- Elsene, M.S.K.: "Vijver bij morgenstond" (ca. 1888), "In de Kempen" (vóór 1898) – Gent, M.S.K.: "In een Kempisch bos" (1894) –
- Ieper, Stedelijk Museum: "In de duinen te Domburg"Kortrijk, M.S.K.: "Laar met poel"(1874), "Kempenlandschap" (1891) –
- Laken/Brussel, Gemeentelijke Verzameling: "Te Wolfheze" (gift L. Gauchez)(niet meer aanwezig);-
- Leuven, Museum Van der Kelen – Mertens: "Kempenlandschap" (vóór 1898) –
- Middelburg, voormalig Kunstmuseum: "Oevers van de Oude Schelde" en "Herinnering aan Wolfheze" (Legaat Luteyn)(niet meer aanwezig in het Zeeuws Museum dat de verzameling overnam)
- Namen: "Beek in de Kempen" (niet meer aanwezig)
- Oostende, M.S.K.: "Landschap met beek" (ca. 1868), "Scheldeoevers te Burcht" (1873), "De Schelde" (ca. 1873), "In de duinen te Domburg" (1873); "Landschap in Noorwegen", "Landschap op Walcheren" –
- Spa, Musée de la Ville d’eau: "Omgeving van Postel" (1860), "Bosgezicht met rotspartij" (vóór 1889), "Kempenlandschap" (1891). *In de Koninklijke Verzameling bevinden zich nog: "Scheldeoevers te Hoboken" (2 versies; ca. 1886) en "Weide aan een boszoom".

## Iconografie
In het KMSK te Antwerpen bevindt zich een marmeren busteportret van Beernaert door Charles Brunin (ca. 1881), in het Groeningemuseum te Brugge is er een portretschilderij van Beernaert door Godefroid Guffens (1898) en in de KMSK van België te Brussel berust een bronzen portretmedaillon van Beernaert door Paul de Vigne (1892). Dit medaillon zou later prijken in haar rouwkapel.
Eugène Broerman tekende haar portret in houtskool. Het werd afgedrukt in zijn album "Célèbrités Nationales", gepubliceerd in Staatsopdracht in 1893 te Antwerpen.
Een anoniem schilderij in de Verzameling Schott te Brussel stelt Auguste en Euphrosine Beernaert voor in gezelschap van de gebroeders Alfred Stevens en Joseph Stevens, met wie ze overigens goed bevriend waren.
Interessante foto’s van Beernaert zijn te vinden in volgende tijdschriften: L’Art (21, 1901) – Le Patriote illustré (17, 28, 14 juli 1901) en Dietsche Warande (5, 3, 1892).

## Voetnoten
1. ↑  Christiaan Kramm, Geschiedenis van de Beeldende Kunsten in de Nederlanden – Hollandse en Belgische School – van den vroegsten tot op onzen tijd, aanhangsel, Amsterdam, 1864, p. 10
2. ↑  E.L. De Taeye, Les Artistes belges contemporains. Leur vie – leurs oeuvres – leur place dans l’art, Brussel, 1894-1897, p. 465

- Gemeinsame Normdatei: 174182295
- International Standard Name Identifier: 0000 0000 6703 5372
- Library of Congress Control Number: nr94021830
- RKD-Nederlands Instituut voor Kunstgeschiedenis: 5863
- Système universitaire de documentation: 189809337
- Union List of Artist Names: 500124256
- Virtual International Authority File: 7273415
- WorldCat: E39PBJp6bkckJmYFbGVM9wJFKd